# Gyeolhonjeonya
Gyeolhonjeonya (en hangul, 결혼전야) es una comedia romántica surcoreana de 2013 que narra la vida de cuatro parejas durante la semana antes de sus bodas.

## Argumento
Tae Kyu (Kim Kang Woo) es un jugador retirado de béisbol profesional que entrena un equipo de ligas menores y su novia, Joo Young (Kim Hyo Jin), es una doctora que dirige su propia clínica urológica. Ambos se habían separado durante un tiempo, pero se reconciliaron y están a punto de casarse. Sin embargo, una semana antes de la boda, Tae Kyu descubre que Joo Young es divorciada, lo cual lo pone celoso y lo hace sentirse traicionado. Tae-kyu se vuelve cada vez más neurótico y se obsesiona con descubrir todo sobre los ex de su novia.
El chef Won Chul (Ok Taecyeon) y la manicurista profesional So Mi (Lee Yeon Hee) ha estado junto por siete años y el día de su boda se aproxima rápidamente. Sin embargo, So Mi siente que algo le hace falta a su vida ya que sospecha que Won Chul ya no siente pasión hacia ella y ve su relación como un acuerdo que le da comodidad. Un par de días antes de su boda, So Mi viaja a la isla de Jeju para una competencia de pintura de uñas, en donde conoce a Kyung Soo (Joo Ji Hoon), un guía turístico y escritor de webcómic, hacia el cual se siente atraída.
Geon Ho (Ma Dong Seok) es un hombre de mediana edad que es dueño de una floristería y que está a punto de casarse con Vika (Guzal Tursunova), una inmigrante de Uzbekistán. Geon Ho empieza a padecer repentinamente de disfunción eréctil, por lo que va a la clínica de Joo Young, quien le dice que físicamente todo está bien y que su problema puede estar causado por el estrés. Vika es hermosa y mucho más joven, por lo que Geon Ho se siente inseguro y empieza a preguntarse si ella no se casa con él nada más que para obtener la ciudadanía surcoreana.
Dae Bok (Lee Hee Joon) trabaja como recepcionista en la clínica de Joo Young y recientemente empezó a salir con Yi Ra (go Joon Hee), una planeadora de bodas. Un día en un estadio de béisbol, mientras miran un juego, Yi Ra le dice que está embarazada y Dae Bok le propone matrimonio inmediatamente. Sin embargo, mientras se preparan para su boda, los dos pelean constantemente. Dae Bok siente que Yi Ra tiene una es cínica respecto al futuro de su relación por lo que trata de cambiar su opinión.

## Reparto
- Kim Kang-woo como Tae Kyu.
- Kim Hyo-jin como Joo Young.
- Joo Ji-hoon como Kyung Soo.
- Lee Yeon Hee como So Mi.
- Ok Taecyeon como Won Chul.
- Ma Dong-seok as Geon Ho.
- Guzal Tursunova as Vika
- Lee Hee Joon como Dae Bok.
- Go Joon-hee como Yi Ra.
- Joo como Ah Reum.
- Song Jae Ho como Kim Seok Dong.
- Jang Gwang como el padre de Yi Ra.
- Kim Kwang-kyu como el doctor Kim.
- Kim Ji Young como la madre de Dae Bok.
- Choi Byung-mo como el hombre casado en el salón de bodas.

## Lanzamiento
La película fue estrenada en Corea del Sur el 21 de noviembre de 2013, ocupó el tercer lugar en la taquilla durante su fin de semana de estreno con una recaudación de ₩2 260 millones y durante su segundo fin de semana se ubicó en segunda posición en cuanto a recaudación.
Además de Corea del Sur, se vendieron los derechos para exhibir el filme en otros siete países asiáticos (Singapur, Hong Kong, Japón, Tailandia, Taiwán y China) a partir de diciembre de 2013.